# Władysław Bakałowicz
Władysław Bakałowicz, né le 28 mai 1833 à Chrzanów et mort le 15 novembre 1903 à Paris, est un peintre polonais.

## Biographie
Władysław Bakałowicz est le fils d'Étienne Bakałowicz et de Françoise Ganczon.
Il étudie entre 1846 et 1852, à l'École des beaux-arts de Varsovie.
En 1856, il épouse Wiktoryna Bakałowiczowa (pl) (1835-1874), née Szymanowska, dont un fils, Stefan, deviendra aussi artiste peintre.
Après l'échec de l'Insurrection de Janvier 1863, il se rend à Paris, où il peint de petits tableaux, principalement des personnages en costumes des XVIe et XVIIe siècles, des scènes de la vie de la cour de France sous les règnes d’Henri III ou de Louis XIII.
Il obtient la nationalité française en 1879 et porte le nom de Ladislas Bakałowicz.
Il commence sa carrière par des portraits au pastel, puis traite la peinture historique et de genre. Il expose ses œuvres aux Salons de Paris, entre 1866 et 1889, et également en Europe.
Veuf, il se marie en secondes noces en 1888 à Paris à Isabelle Leprêtre. Le couple donnera naissance à plusieurs enfants.
Il meurt chez lui, Rue des Moines à Paris, à l'âge de 70 ans.

## Galerie

Œuvres de Władysław Bakałowicz
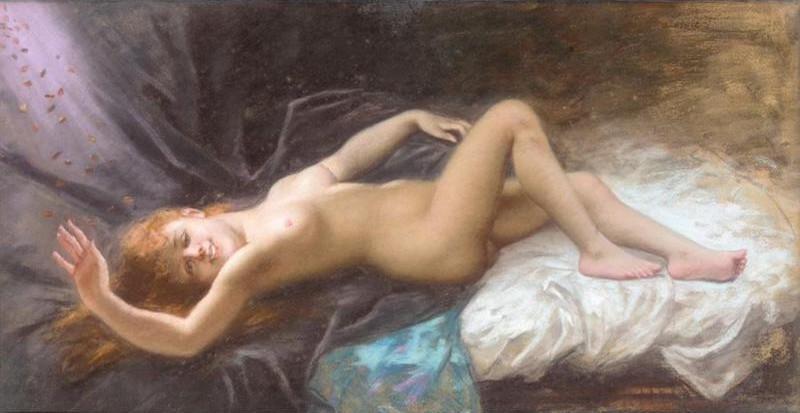
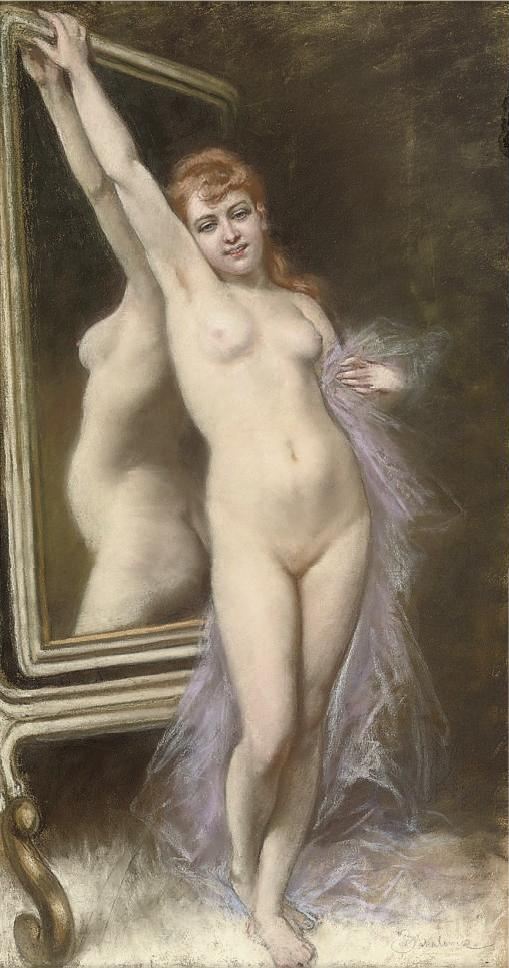
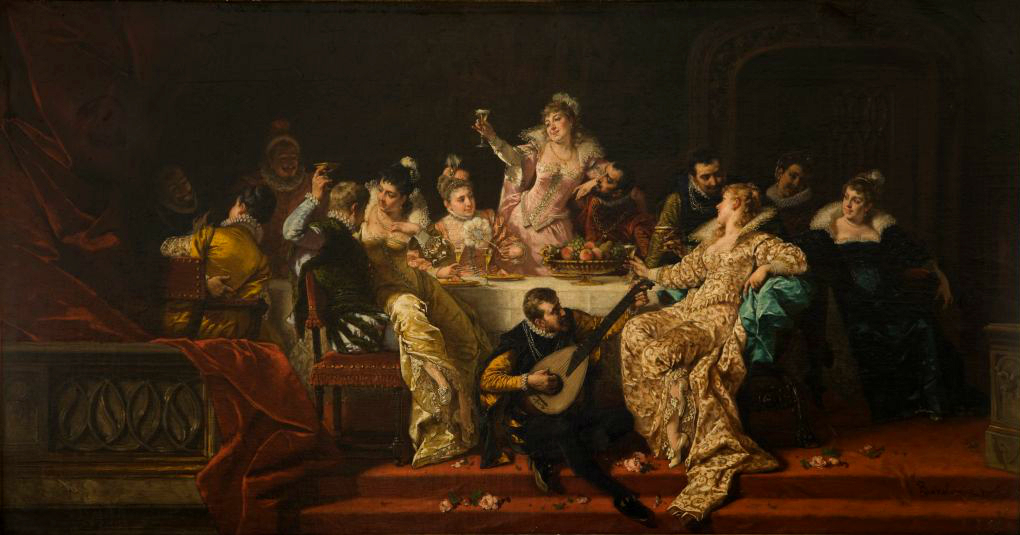
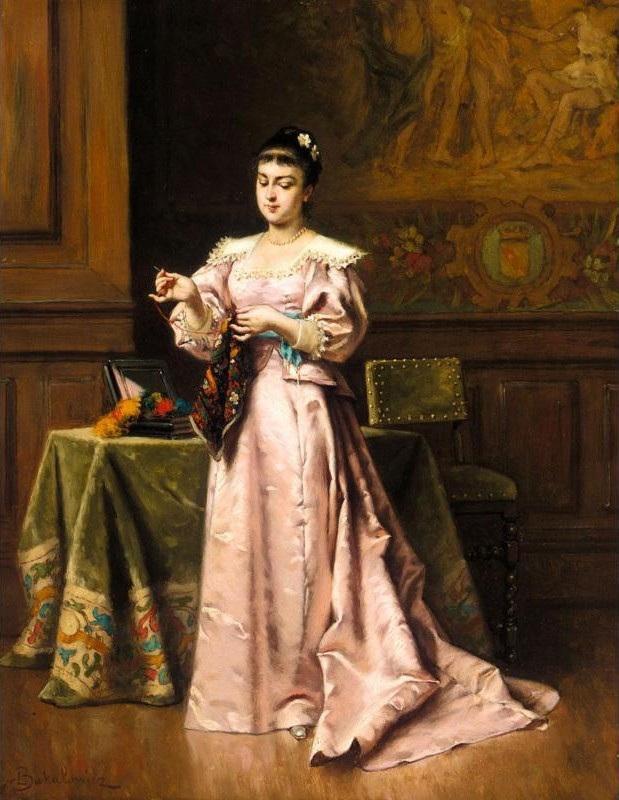
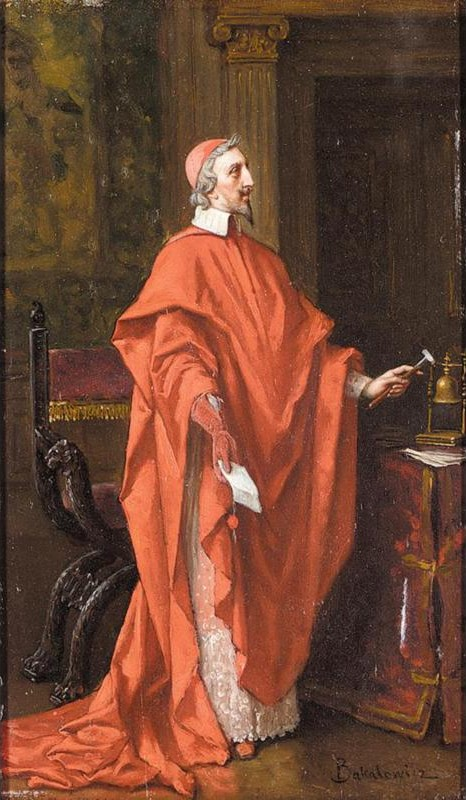
Cardinal Richelieu
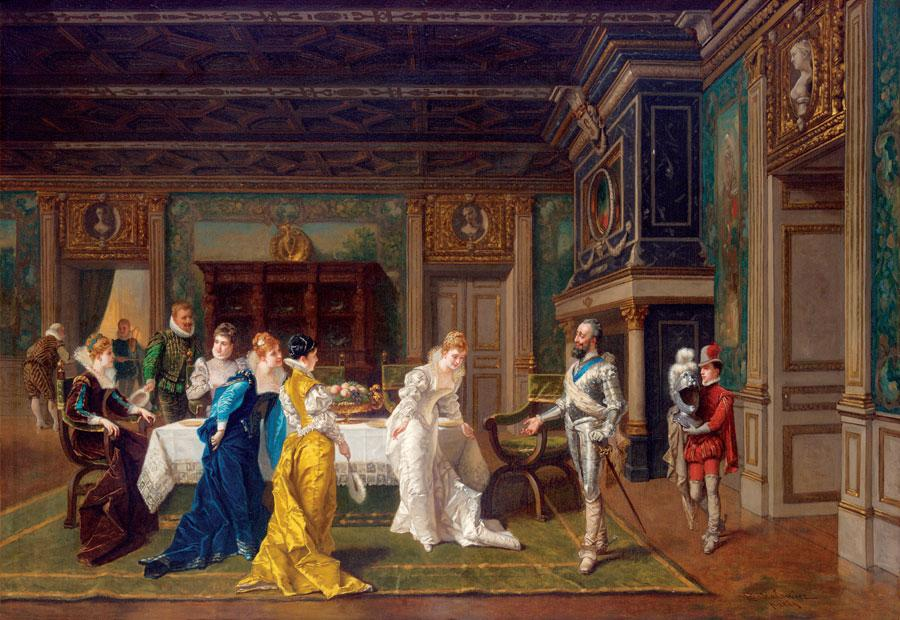